# Ušće (Novi Beograd)
Pour les articles homonymes, voir Ušće.
Ušće (en serbe cyrillique Ушће) est un quartier de Belgrade, la capitale de la Serbie. Il est situé dans la municipalité de Novi Beograd. En 2002, il comptait 6 623 habitants.

## Localisation

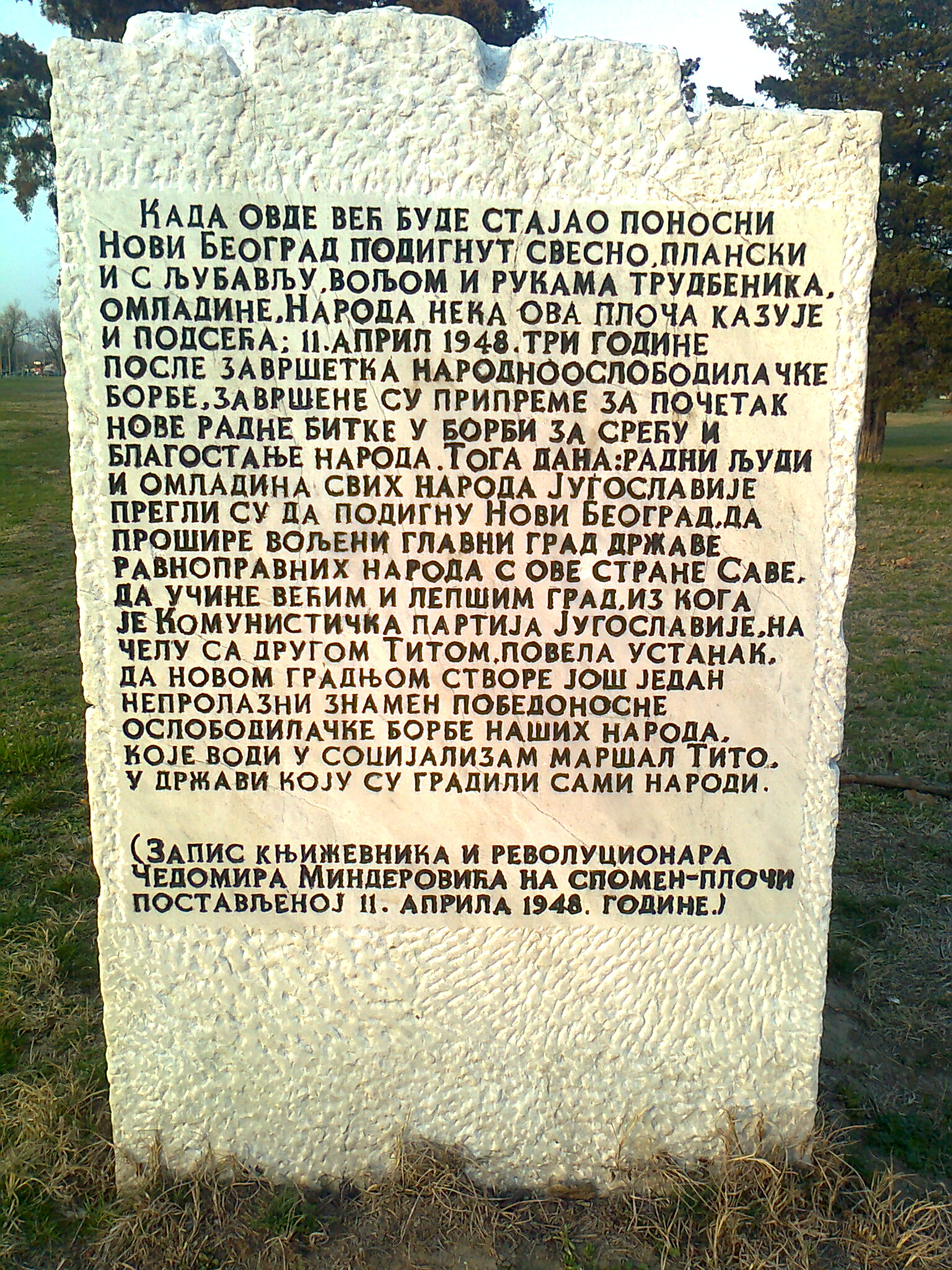
Plaque commémorative de la fondation de Novi Beograd

Ušće est situé au confluent de la Save et du Danube ; de fait le nom d'« ušće », en serbe, signifie « l'embouchure ». Il s'étend sur les Bloks 10, 13, 14, 15 et 16 de la municipalité de Novi Beograd. Il se trouve sur la rive gauche de la Save et sur la rive droite du Danube, dominant la Petite île et la Grande Île de la guerre au nord, ainsi que le centre ancien de la capitale serbe, la Forteresse de Belgrade, avec le parc de Kalemegdan à l'ouest. Ušće est bordé par les quartiers de Staro Sajmište et de Savograd au sud. Couvert d'un vaste prairie et d'une forêt, il se prolonge, en suivant le Danube, jusqu'à la municipalité de Zemun et à l'hôtel Jugoslavija. Une plaque commémorative rappelle la naissance de l'actuelle municipalité de Novi Beograd le 11 avril 1948.

## Caractéristiques
Comme tous les quartiers de Novi Beograd, Ušće se caractérise par un relief plat. Le quartier ne compte que trois immeubles de grande hauteur ; et de fait il se présente comme le moins urbanisé de la municipalité. Grâce à ses prairies et à sa forêt, le quartier sert de lieu de loisir pour de nombreux Belgradois. Il sert souvent de lieu de rassemblement pour les partis politiques ; il accueille aussi de nombreux concerts.

## Lieux clés

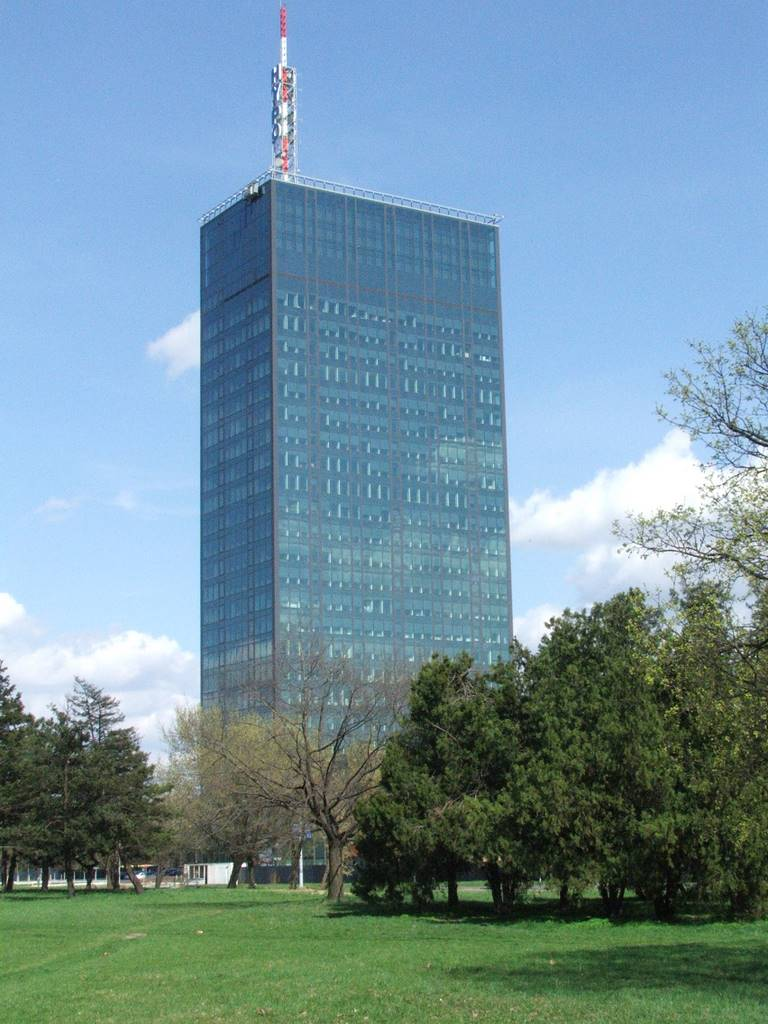
La tour Ušće

Le quartier possède plusieurs ensembles phares :
- le Palata Srbije, autrefois connu sous le nom de Palais de la fédération (en serbe : Palata Federacije et Палата Федерације), a accueilli l'ancien gouvernement fédéral de la Yougoslavie et de la Serbie-et-Monténégro ; il est également appelé l'« immeuble SIV » ; il a été construit en 1959 ;
- le centre commercial Ušće est situé au n° 6 du Bulevar Mihaila Pupina[2].
- le Ušće Shopping Center se trouve au n° 4 du Bulevar Mihaila Pupina[3] ; dans ce centre se trouvent notamment le cinéma Kolosej[4],[5] et un restaurant McDonald's[6] ;
- la tour Ušće, haute de 134 m, est le bâtiment le plus élevé des Balkans ;
- Le Musée d'art contemporain de Belgrade est situé à proximité de la rive gauche de la Save[7].

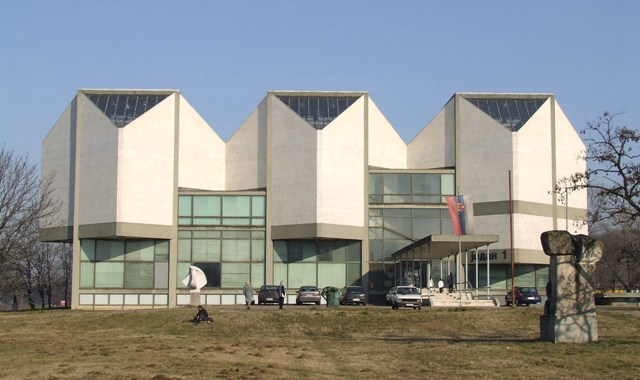
Le Musée d'art contemporain de Belgrade

## Parc

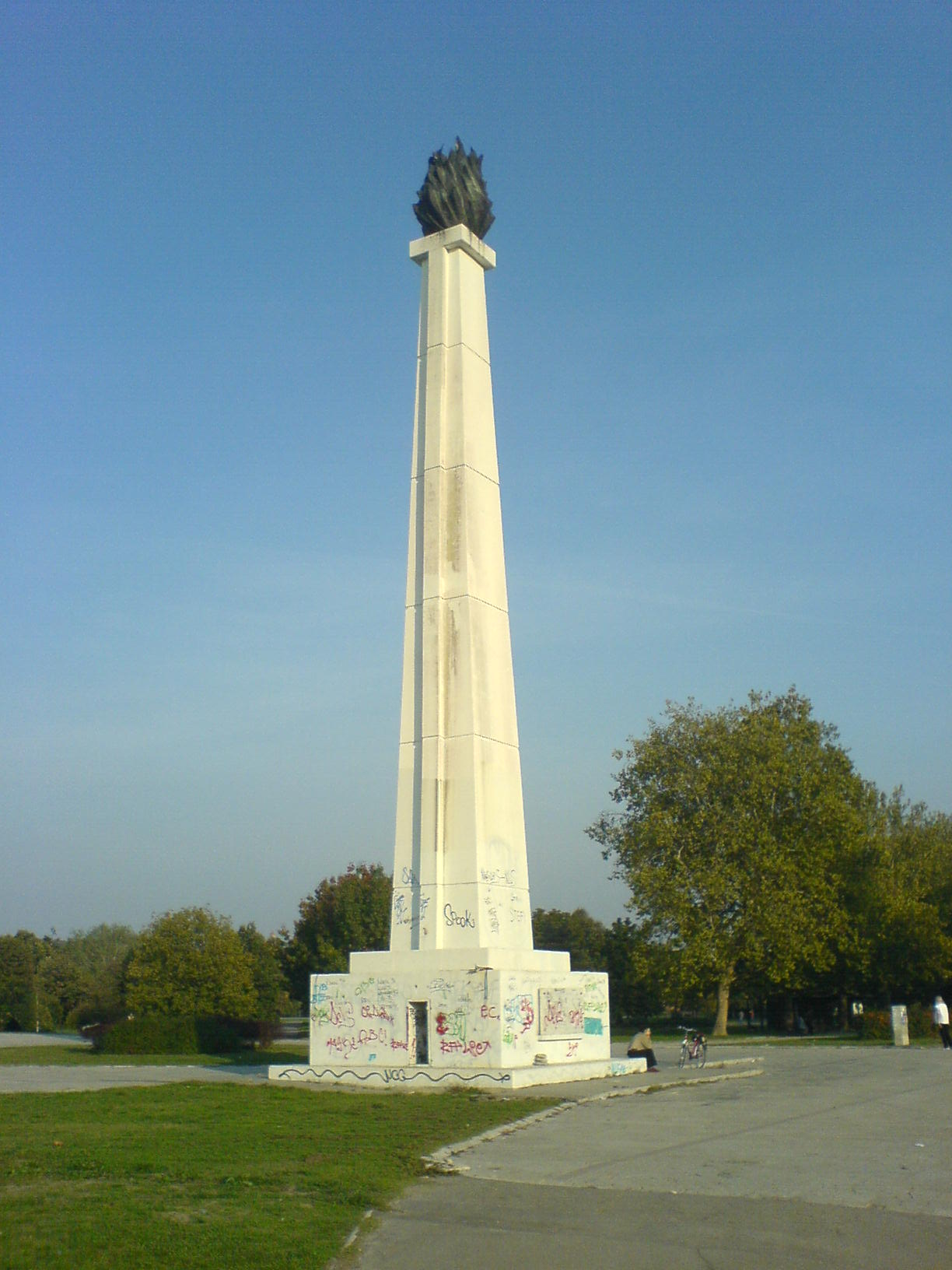
LÉternelle flamme

Le Parc de la paix et de l'amitié (en serbe : Park mira i prijateljstva et Парк мира и пријатељства) est situé dans le quartier. Au temps de la République fédérative socialiste de Yougoslavie, Tito y a accompagné de nombreux hommes politiques et de hauts dignitaires pour qu'ils y plantent un arbre à l'occasion de leur séjour à Belgrade. Parmi ces personnalités, on peut citer : le Pandit Nehru, Gamal Abdel Nasser, la reine Élisabeth II, Fidel Castro, Mouammar Kadhafi, l'empereur Haïlé Sélassié, Léonid Brejnev, Mikhaïl Gorbatchev, Richard Nixon, Jimmy Carter, Todor Jivkov, Nicolae Ceaușescu, Kim Il-sung, Indira Gandhi etc.
Le 12 juin 2000, a été érigé dans le parc un monument commémorant le bombardement de Belgrade par l'OTAN. Ce monument nommé l'Éternelle flamme est une œuvre du sculpteur Svetomir Radović ; sur ce monument sont inscrits des vers du poète Branko Miljković, extraits de son recueil Jugoslavija.

## Autres curiosités
Plusieurs restaurants ont été ouverts le long de la rivière. On y compte notamment de nombreuses barges (en serbe : splav et сплав), qui, depuis le début des années 1990, sont devenues un des lieux privilégiés des nuits belgradoises.

## Événements
Le quartier d'Ušće a accueilli de nombreuses manifestations, politiques et culturelles.

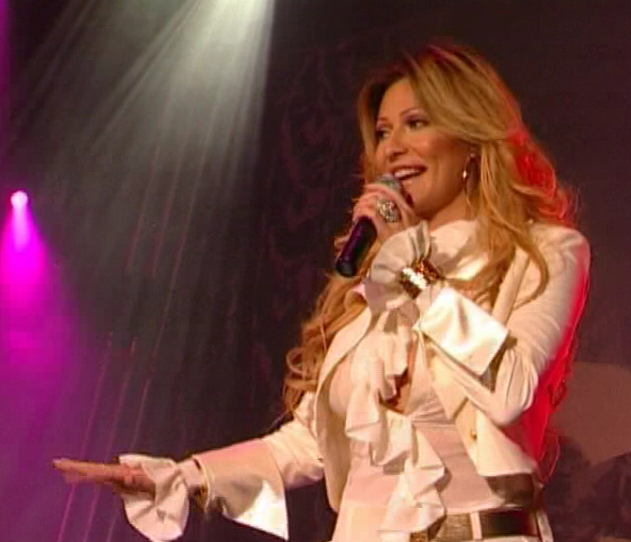
Svetlana Ražnatović, dite « Ceca », en concert à Ušće (juin 2006)

- Le 18 novembre 1988, Slobodan Milošević, qui était à l'époque le chef de la Ligue des communistes de Serbie, a pris la parole devant plus de 100 000 personnes pour y promouvoir la Révolution anti-bureaucratique ; cette manifestation lui a ensuite servi de tremplin dans sa vie politique.
- Le 11 mars 1991, le régime de Milošević a organisé un vaste rassemblement de contre-manifestation, en réponse à la Manifestation du 9 mars.
- Le 3 juillet 2004, les groupes de rock Riblja Čorba et Zabranjeno pušenje ont donné un grand spectacle devant 40 000 spectateurs[8].
- Le 17 juin 2006, la vedette du turbofolk serbe, Ceca Ražnatović a donné un spectacle de plus de trois heures devant une foule de plus de 100 000 spectateurs, venus l'applaudir pour son album Idealno loša.
- Le 14 juillet 2007, les Rolling Stones y ont donné un concert de deux heures devant plus de 65 000 personnages à l'occasion de leur tournée intitulée A Bigger Bang Tour.
- Le 24 juin 2008, le groupe The Police s'est produit devant plus de 25 000 spectateurs, lors de leur tournée intitulée The Police Reunion Tour.
- Le 24 août 2009, Madonna a donné un spectacle à Ušće devant plus de 40 000 personnes dans cadre de sa tournée Sticky & Sweet Tour.
- Le 10 juin 2010, le festival d'Ušće a accueilli Bajaga i instruktori, Severina, Goran Bregović, Vlado Georgiev et Billy Idol.
- Le 25 juin 2011, Zdravko Čolić a donné un concert de quatre heures devant 100 000 personnes.
- Le 8 mai 2012, Metallica a joué en concert, dans son intégralité, son album Metallica qui remonte à 1991. En première partie passaient aussi Gojira et Machine Head[9]
- Du 27 au 30 juin 2012, le Belgrade Calling festival s'est déroulé à Ušće. Le premier soir a eu lieu un concert donné par Jessie J, Orbital, Example, Public Enemy, S.A.R.S. et Dubioza kolektiv[10]. Le second soir, le festival a mis en scène Ozzy Osbourne, qui accueillait Geezer Butler,  and Slash), The Cult, Black Label Society, Paradise Lost, Satyricon et Sanatorium. Le troisième soir du festival a accueilli Faith No More, Public Image Limited, The Sisters of Mercy, The Darkness, The Horrors et Ugly Kid Joe[11]. Le dernier soir du festival et devaient accueillir seulement des groupes serbe : Straight Mickey & The Boys, Snakes, Sharks and Planes, Bjesovi, Svi Na Pod, Eva Braun, Goribor, Darkwood Dub, Kanda, Kodža i Nebojša et Block Out[12].

Depuis août 2008, le Festival de la bière de Belgrade se tient à Ušće.